# Hypericum senkakuinsulare
Hypericum senkakuinsulare är en johannesörtsväxtart som beskrevs av Hatusima. Hypericum senkakuinsulare ingår i släktet johannesörter, och familjen johannesörtsväxter. Inga underarter finns listade i Catalogue of Life.